# Konflikt graniczny między Dżibuti i Erytreą
Konflikt graniczny między Dżibuti i Erytreą – konfrontacja pomiędzy siłami Erytrei i Dżibuti w dniach 10–13 czerwca 2008.

## Tło wydarzeń
16 kwietnia 2008 roku Dżibuti zgłosiło władzom Erytrei, jakoby ich siły zbrojne weszły na jego terytorium i okupowały przygraniczne wioski. Dżibuti skierowało również pismo do ONZ wzywające tę organizację do interwencji. Poszkodowany kraj twierdził również, że Erytrea wprowadza nowe mapy, na których przygraniczne tereny Dżibuti były zaznaczone jako terytorium Erytrei. Kryzys pogłębił się, gdy 10 czerwca doszło do starcia wojsk.

## Zbrojne starcie
10 czerwca erytrejskie wojska, penetrujące terytorium Dżibuti, napotkały zbrojny opór. Oddziały dżibutyjskiego prezydenta Ismaila Omara Guelleha skierowały ogień na agresorów. Ostatecznie wojska erytrejskie wycofały się. Ministerstwo Spraw Zagranicznych Dżibuti wystosowało akt wrogości wobec Erytrei.
Według francuskich pułkowników Francja zapewniła wsparcie logistyczne i medyczne dla armii Dżibuti w sytuacji „najazdu” ze strony wroga. Zacięte starcia trwały do 13 czerwca 2008, kiedy to poinformowano o rozejmie. Prezydent Dżibuti Ismail Omar Guelleh wystosował oświadczenie: „12 żołnierzy zostało zabitych i 55 rannych w czasie walk”, dodając: „Mamy zawsze dobre relacje międzynarodowe, lecz oni nas zaatakowali, więc my ustosunkowaliśmy się do agresji”.